# IKA-Renault Torino
De IKA Torino, later de Renault Torino, was een auto uit de middenklasse die vanaf 1966 door de Argentijnse autofabrikant Industrias Kaiser Argentina (IKA) geproduceerd werd, met de medewerking van American Motors Corporation (AMC). De Torino werd aangeboden als tweedeurs coupé en vierdeurs sedan. De Torino was de enige auto die volledig in Argentinië werd ontworpen en geproduceerd.

## Historiek
In 1961 begon IKA te werken aan een eigen auto voor de Argentijnse markt, die Amerikaanse betrouwbaarheid moest combineren met Europese elegantie. In 1965 stuurde IKA twee Rambler Americans, een coupé en een sedan, naar ontwerpbedrijf Pininfarina om onder handen genomen te worden. Het nieuwe ontwerp behield grotendeels de structuur en de vorm van de originele Rambler, maar kreeg een volledig nieuw interieur en een Europees ogende voor- en achterkant.

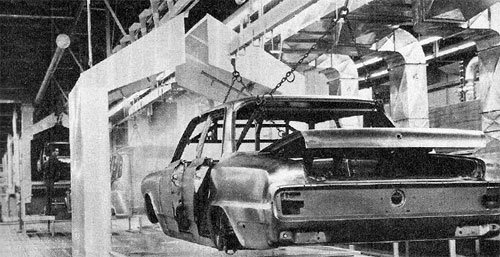
Torino assemblagelijn in de fabriek in Santa Isabel

De Torino werd op 30 november 1966 voor het eerst gepresenteerd op de Autódromo Oscar y Juan Gálvez en werd op de markt gebracht als de ultieme Argentijnse auto.  Ondanks het enthousiasme dat werd veroorzaakt door de racesuccessen in Argentinië, liep de verkoop aanvankelijk slecht. Tijdens de eerste drie jaar van de productie gingen er nog geen 15.000 exemplaren over de toonbank. Pas vanaf 1969 begon de verkoop te stijgen, nadat drie Torino's deelnamen aan de 84 uren van de Nürburgring in Duitsland en een van de Torino's knap eerste werd in zijn categorie en vierde in het totaalklassement. Tussen 1970 en 1976 was de Torino de best verkochte auto uit zijn klasse in Argentinië.
In 1970 kreeg Renault, dat al sinds 1959 minderheidsaandeelhouder was, IKA volledige in handen. In 1975 werd IKA-Renault ontbonden en werd het nieuwe bedrijf Renault Argentina S.A. opgericht. De Torino bleef als enig "niet-Renault"-model in productie.
Mede onder invloed van de oliecrisis begon de Argentijnse automarkt in 1978 echter sterk te vertragen. Dit viel bovendien ook samen met de versoepeling van de handelsbeperkingen en de introductie van geïmporteerde auto's. De stilaan verouderde Torino kon met zijn gulzige zescilindermotoren niet meer concurreren met de nieuwere, betrouwbaardere en goedkopere buitenlandse modellen. Renault bleef de auto nog verder produceren tot eind 1981, waarna definitief het doek viel.
Er werden in totaal 99.792 Torino's gebouwd, waarvan 42.534 sedans en 57.258 coupés.

## Ontwerp
De Torino nam de bodemplaat en de mechanica van de AMC Rambler American grotendeels over. De achterwielophanging was gebaseerd op die van de oude IKA Bergantin, die op zich al een gerebadgede Alfa Romeo 1900 uit 1950 was. Het Rambler-chassis werd verstevigd en verstijfd in functie van de slechtere Argentijnse wegen en de wielbasis werd met 2,5 cm verlengd.
De Torino werd aangedreven door de "Tornado" 3770 cc zescilinder lijnmotor met bovenliggende nokkenas van Jeep, die in 1961 door Kaiser Motors ontworpen was voor de Jeep Wagoneer, Jeep Gladiator (SJ) en andere Willys-Overland-modellen. Deze motor werd lokaal in Argentinië geproduceerd onder licentie. Aanvankelijk werden de Torino's uitgerust met een Holley-carburateur, enkel de Torino 380W-sportversie kreeg drie Weber-carburateurs.
In 1973 werd de motor grondig aangepast door de krukas op basis van vier lagers te vervangen door een krukas op zeven lagers, wat ertoe leidde dat de motor omgedoopt werd in "Torino". 

## Modellen
| Model              | Motor               | Motor   | Motor     | Motor    | Jaren     |
| Model              | Type                | Inhoud  | Cilinders | Vermogen | Jaren     |
| ------------------ | ------------------- | ------- | --------- | -------- | --------- |
| 300 / 300S         | Tornado Special     | 2965 cc | 6-in-lijn | 122 pk   | 1966-1970 |
| 380 / L            | Tornado Interceptor | 3770 cc | 6-in-lijn | 160 pk   | 1969-1970 |
| S                  | Tornado Special     | 2965 cc | 6-in-lijn | 117 pk   | 1970-1973 |
| TS / Flotillero    | Tornado Interceptor | 3770 cc | 6-in-lijn | 160 pk   | 1970-1974 |
| SE / Grand Routier | Torino 233          | 3770 cc | 6-in-lijn | 172 pk   | 1974-1981 |

| Model | Motor               | Motor   | Motor     | Motor    | Jaren     |
| Model | Type                | Inhoud  | Cilinders | Vermogen | Jaren     |
| ----- | ------------------- | ------- | --------- | -------- | --------- |
| 380   | Tornado Interceptor | 3770 cc | 6-in-lijn | 160 pk   | 1966-1970 |
| 380W  | Tornado Interceptor | 3770 cc | 6-in-lijn | 176 pk   | 1966-1970 |
| GS200 | Tornado Interceptor | 3770 cc | 6-in-lijn | 185 pk   | 1970-1973 |
| GS    | Torino 233          | 3770 cc | 6-in-lijn | 215 pk   | 1973-1976 |
| TS    | Tornado Interceptor | 3770 cc | 6-in-lijn | 160 pk   | 1970-1973 |
| TS    | Torino 233          | 3770 cc | 6-in-lijn | 178 pk   | 1974-1975 |
| TSX   | Torino 233          | 3770 cc | 6-in-lijn | 200 pk   | 1976-1979 |
| ZX    | Torino 233          | 3770 cc | 6-in-lijn | 200 pk   | 1979-1981 |

## Galerij

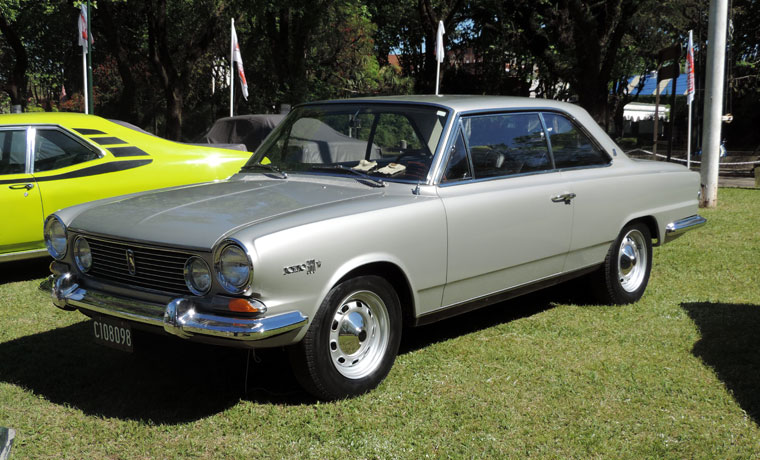
IKA Torino 380W coupé (1967)
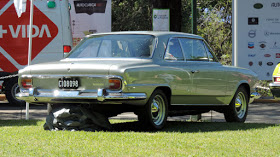
IKA Torino 380W coupé (1967), achteraanzicht
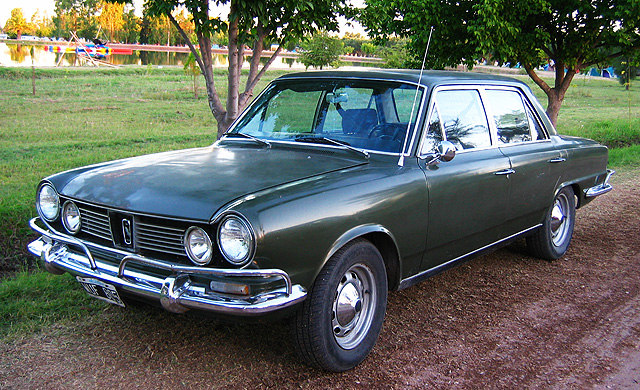
IKA Torino TS sedan
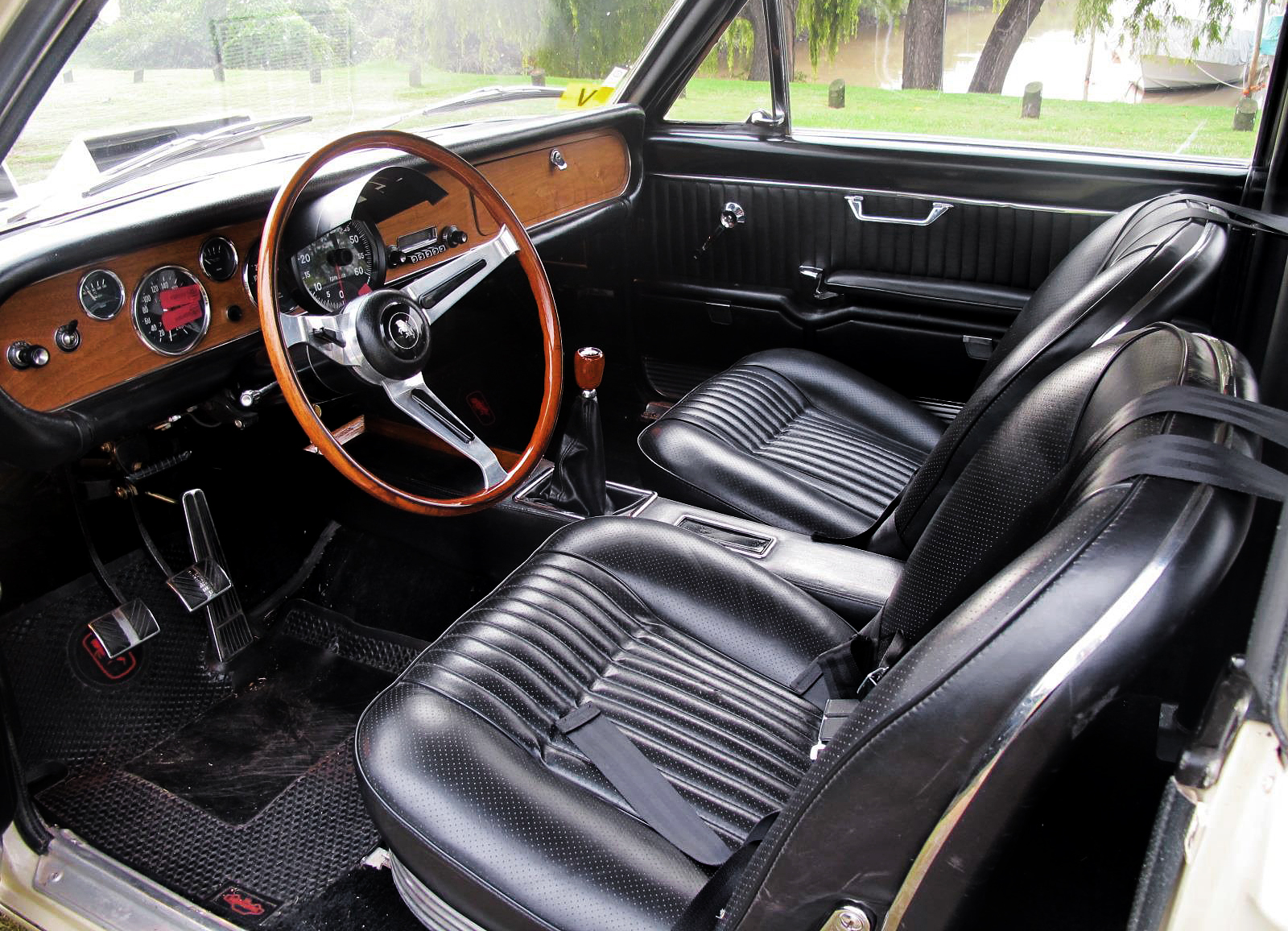
IKA Torino, interieur
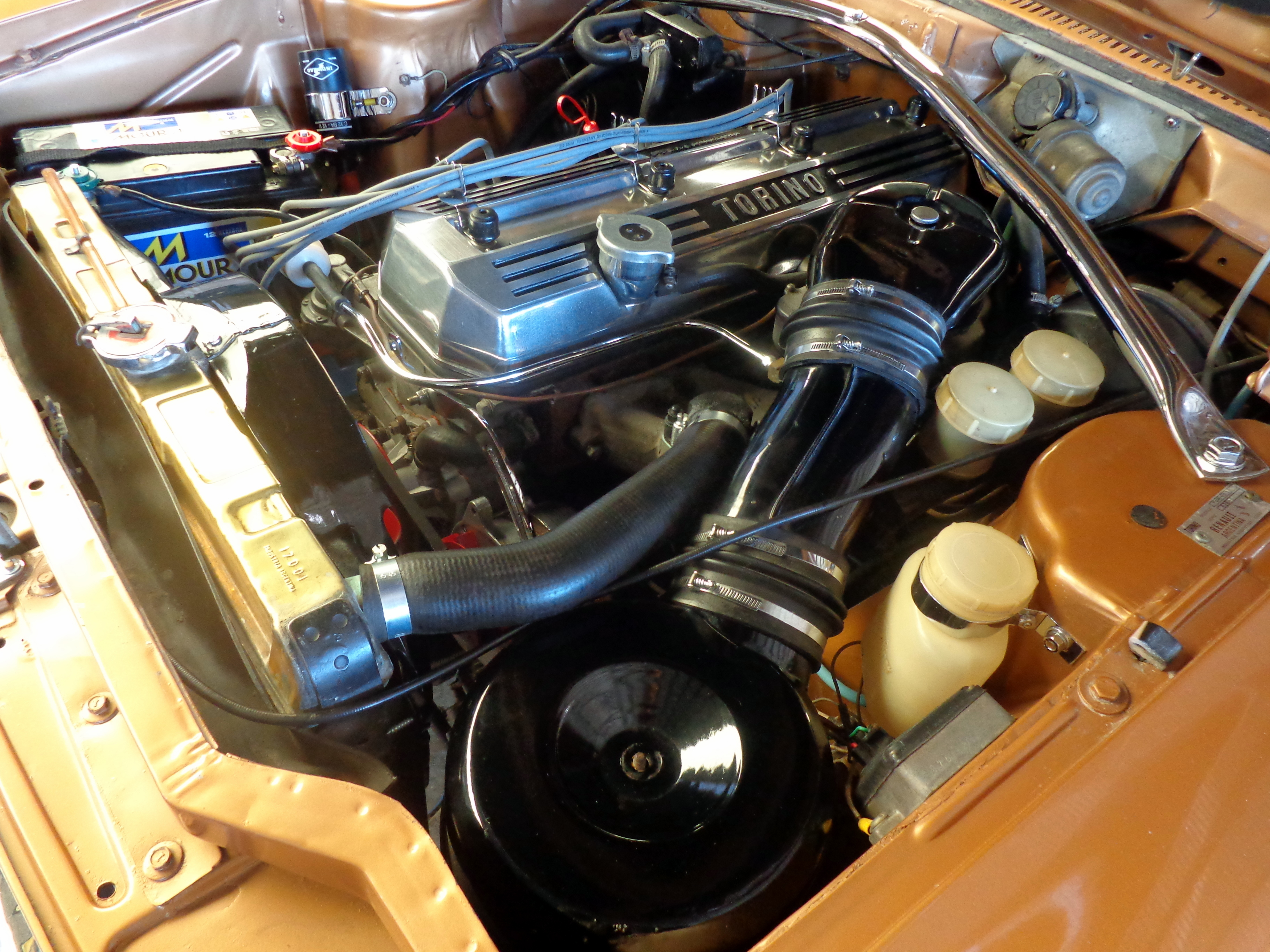
IKA Torino TS, motorcompartiment
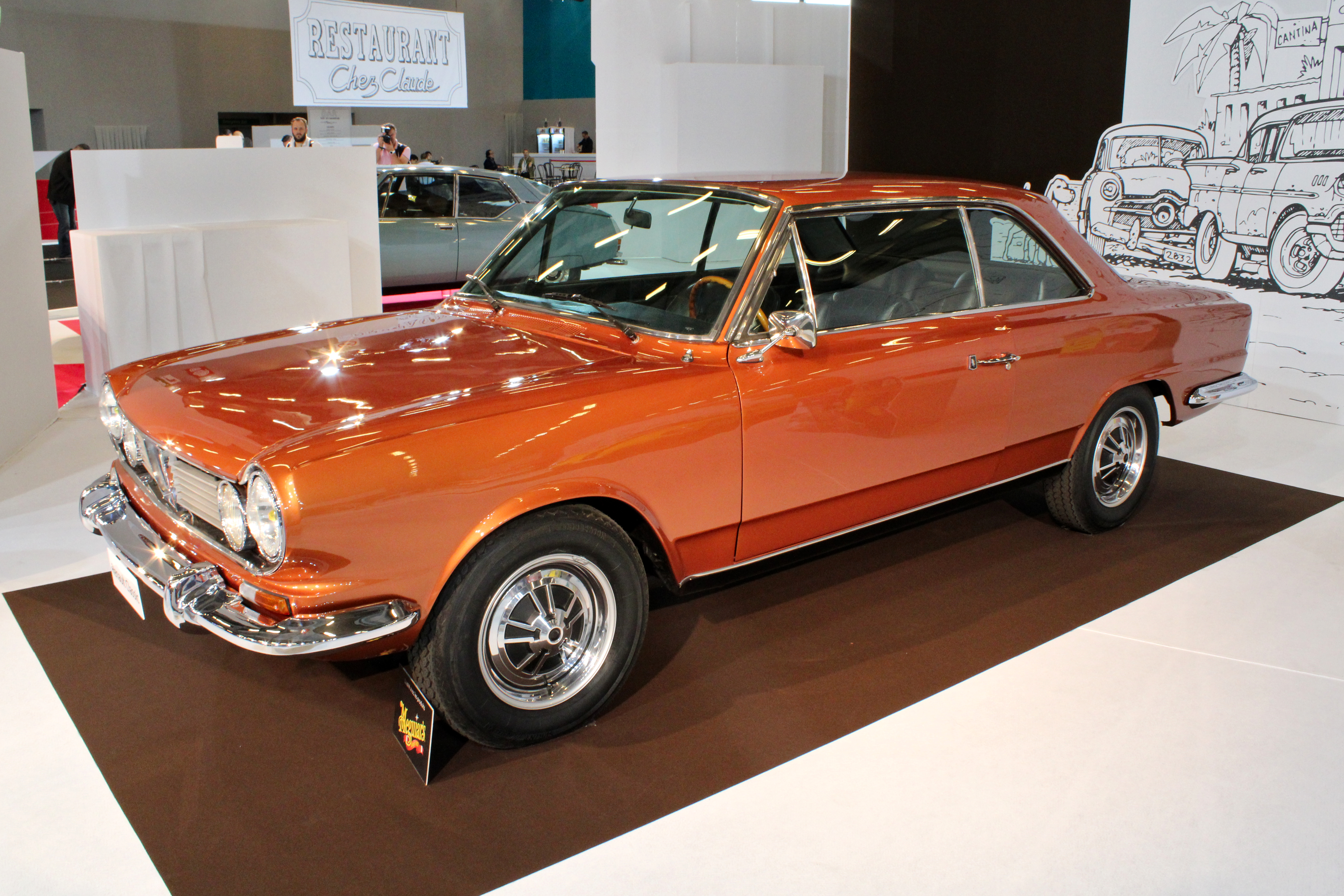
Renault Torino (1972)
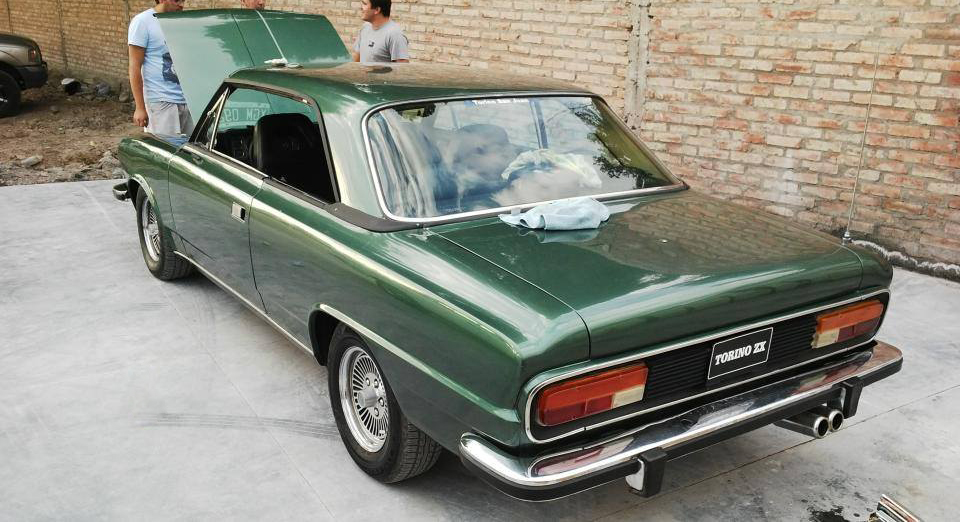
Renault Torino ZX, achteraanzicht
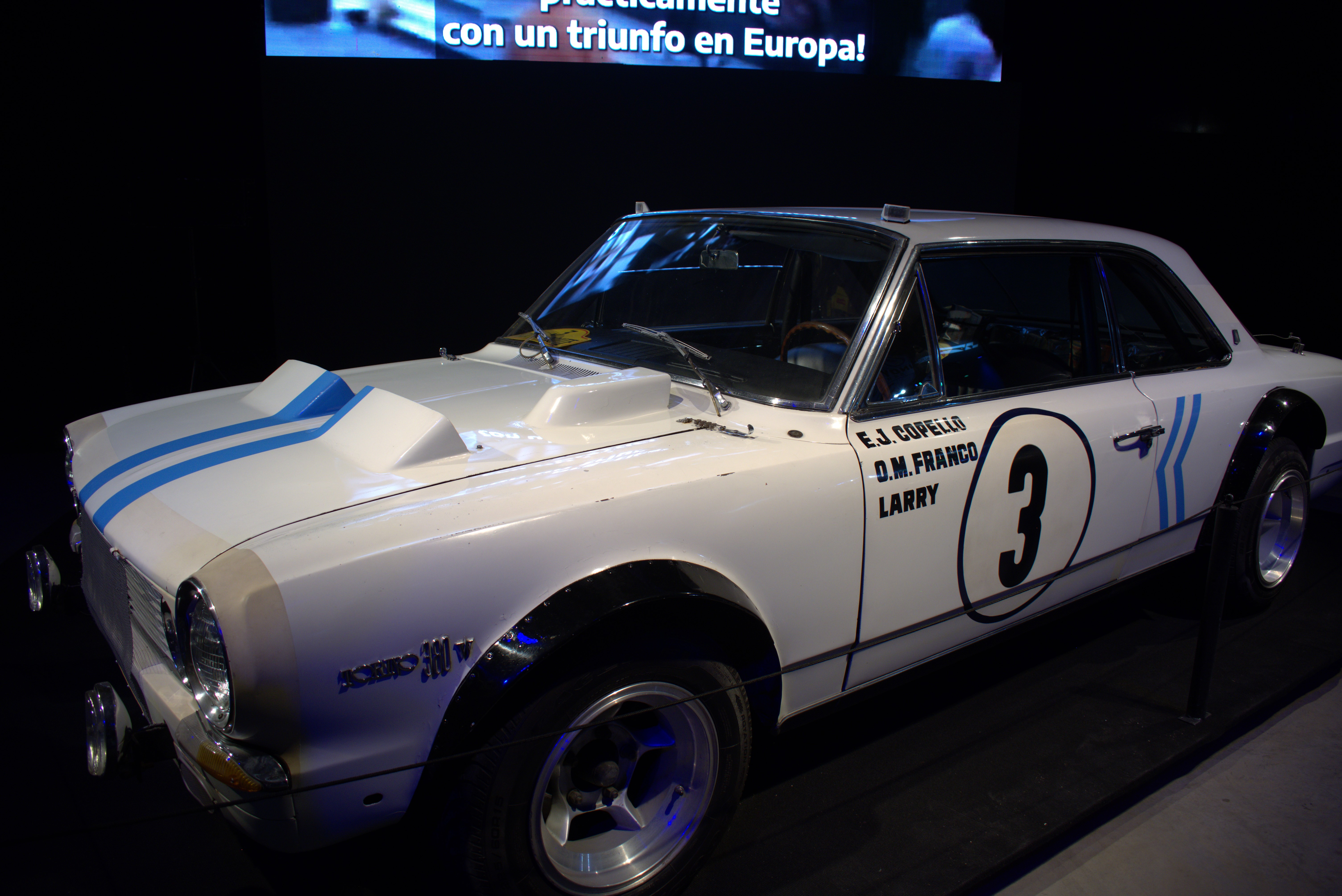
De Torino racewagen die een flinke prestatie neerzette op de Nürburgring in 1969